# Certificado laboral
Se denomina certificado laboral al documento emitido por una empresa o empleador que certifica la relación laboral de un empleado. Este documento suele contener información relevante sobre el empleado, como el nombre, cargo, fecha de ingreso, y en algunos casos, las funciones desempeñadas. Es utilizado como prueba de experiencia laboral y puede ser requerido por otras empresas o instituciones en procesos de selección, trámites administrativos o solicitudes de crédito.

## Requisitos y contenido de la certificación laboral.
La certificación laboral debe contener los siguientes elementos :
1. Tiempo de servicio del trabajador.
2. Cargo y funciones desempeñadas por el trabajador.
3. Salario devengado por el trabajador.

El empleador debe limitarse a certificar los elementos ya señalados sin entrar a realizar juicios de valor en la certificación, menos si son negativos y perjudican al trabajador.

## ¿En qué casos es necesario el certificado laboral?
A la hora de querer obtener un trabajo nuevo , realizar algún préstamo bancario, apertura de cuentas o incluso solicitar una tarjeta, en el banco se debe presentar el certificado laboral. Así, pueden confirmar que la persona cuenta con ingresos para dar dichas solicitudes.
Igualmente, pasa con las escuelas donde se requiere dicho documento para garantizar los ingresos del representante y los pagos correspondientes. Incluso, cuando se busca otro empleo, se necesita para avalar la experiencia y los cargos ejercidos en otras instituciones.